# Rush Springs
Rush Springs és un poble dels Estats Units a l'estat d'Oklahoma. Segons el cens del 2000 tenia 1.278 habitants.

## Demografia
Segons el cens del 2000, Rush Springs tenia 1.278 habitants, 525 habitatges, i 349 famílies. La densitat de població era de 465,5 habitants per km².
Dels 525 habitatges en un 32,6% hi vivien nens de menys de 18 anys, en un 50,1% hi vivien parelles casades, en un 11,2% dones solteres, i en un 33,5% no eren unitats familiars. En el 30,1% dels habitatges hi vivien persones soles el 18,5% de les quals corresponia a persones de 65 anys o més que vivien soles. El nombre mitjà de persones vivint en cada habitatge era de 2,43 i el nombre mitjà de persones que vivien en cada família era de 3,01.
Per edats la població es repartia de la següent manera: un 27,6% tenia menys de 18 anys, un 8,8% entre 18 i 24, un 26,9% entre 25 i 44, un 18,7% de 45 a 60 i un 17,9% 65 anys o més.
L'edat mediana era de 36 anys. Per cada 100 dones de 18 o més anys hi havia 84,6 homes.
La renda mediana per habitatge era de 21.078 $ i la renda mediana per família de 25.391 $. Els homes tenien una renda mediana de 24.453 $ mentre que les dones 20.769 $. La renda per capita de la població era de 10.803 $. Entorn del 24,7% de les famílies i el 32,5% de la població estaven per davall del llindar de pobresa.

## Poblacions més properes
El següent diagrama mostra les poblacions més properes.